# Syntormon macula
Syntormon macula är en tvåvingeart som beskrevs av Oldenberg 1927. Syntormon macula ingår i släktet Syntormon och familjen styltflugor. Inga underarter finns listade i Catalogue of Life.